# Pont Edgar-Cardoso
Le pont Edgar-Cardoso ou Ponte da Figueira da Foz est un pont à haubans situé au Portugal. Il enjambe le fleuve Mondego à Figueira da Foz.
Construit entre 1978 et 1982 pour remplacer l'ancien pont, il a été rénové en 2005.